# WCW Fall Brawl
WCW Fall Brawl fue un evento anual de pago por visión producido por la empresa de lucha libre profesional World Championship Wrestling (WCW) en el mes de septiembre.

## Resultados

### 1993
Fall Brawl 1993: War Games tuvo lugar el 19 de septiembre de 1993 desde el Astro Arena en Houston, Texas.
- Dark match: Erik Watts derrotó a Bobby Eaton
  - Watts forzó a Eaton a rendirse.
- Lord Steven Regal (con Sir William) derrotó a Ricky Steamboat ganando el Campeonato Mundial de la Televisión de la WCW (17:05)
  - Regal cubrió a Steamboat.
- Charlie Norris derrotó a Big Sky (4:34)
  - Norris cubrió a Sky.
- Too Cold Scorpio y Marcus Bagwell derrotaron a The Equalizer y Paul Orndorff (10:46)
  - Scorpio cubrió a Equalizer.
- Ice Train derrotó a Shanghai Pierce (con Tex Slazenger) (3:27)
  - Train cubrió a Pierce.
- The Nasty Boys (Brian Knobbs y Jerry Sags) (con Missy Hyatt) derrotaron a Arn Anderson y Paul Roma ganando el Campeonato Mundial en Parejas de la WCW (23:58)
  - Knobbs cubrió a Roma.
- Cactus Jack derrotó a Yoshi Kwan (con Harley Race) (3:38)
  - Jack cubrió a Kwan.
- Rick Rude derrotó a Ric Flair ganando el WCW International World Heavyweight Championship (30:47)
  - Rude cubrió a Flair Después De Golpearlo Con Un Puño Americano Mientras Lo Tenía Sometido Con La "Figure 4 Leglock"
- Sting, Davey Boy Smith, Dustin Rhodes y The Shockmaster derrotaron a Sid Vicious, Vader y Harlem Heat (Kole y Kane) en un WarGames match (16:39)
  - Shockmaster forzó a Kole a rendirse con un "Bearhug".

### 1994
Fall Brawl 1994: War Games tuvo lugar el 18 de septiembre de 1994 desde el Roanoke Civic Center en Roanoke, Virginia.
- Dark match: Brad Armstrong y Brian Armstrong derrotaron a Bad Attitude (Steve Keirn y Bobby Eaton)
- Johnny B. Badd derrotó a Lord Steven Regal ganando el Campeonato Mundial de la Televisión (11:08)
  - Badd cubrió a Regal.
- Kevin Sullivan (with Dave Sullivan) defeated Cactus Jack in a Loser Leaves WCW match (6:08)[1]
  - Sullivan cubrió a Jack.
- Steve Austin derrotó a Ricky Steamboat ganando el Campeonato de los Estados Unidos (0:00)
  - Austin consiguió el campeonato después de que Steamboat sufriese una lesión en la espalda.
- Jim Duggan derrotó a Steve Austin ganando el Campeonato de los Estados Unidos (0:35)
  - Duggan cubrió a Austin.
- Pretty Wonderful (Paul Orndorff y Paul Roma) derrotaron a Stars 'n' Stripes (The Patriot y Marcus Alexander Bagwell) reteniendo el Campeonato Mundial en Parejas de la WCW (12:54)
  - Roma cubrió a Bagwell.
- Vader derrotó a Sting y The Guardian Angel en un Triangle Elimination match (30:22)
  - Vader cubrió a The Guardian Angel. (7:04)
  - Vader cubrió a Sting. (30:22)
- Team Rhodes (The Nasty Boys (Brian Knobbs y Jerry Sags), Dusty Rhodes y Dustin Rhodes) derrotaron a Stud Stable (Terry Funk, Arn Anderson, Bunkhouse Buck y Colonel Robert Parker) en un WarGames match (19:05)
  - Dusty forzó a Parker a rendirse con un "Figure-Four-Leg-Lock".

### 1995
Fall Brawl 1995: War Games tuvo lugar el 17 de septiembre de 1995 desde el Asheville Civic Center en Asheville, Carolina del Norte.
- Main Event match: Big Bubba Rogers derrotó a Mark Minh (1:04)
  - Rogers cubrió a Minh.
- Main Event match: Disco Inferno derrotó a Joey Maggs (2:33)
  - Inferno cubrió a Maggs.
- Main Event match: Alex Wright y Eddie Guerrero terminaron sin resultado (6:36)
- Main Event match: The American Males (Marcus Bagwell y Scotty Riggs) derrotaron a The Nasty Boys (Brian Knobbs y Jerry Sags) (4:15)
  - Bagwell cubrió a Knobbs.
- Johnny B. Badd derrotó a Brian Pillman (29:14)
  - Badd cubrió a Pillman después de un "Double Cross-body Block"
  - Badd ganó una oportunidad por el Campeonato de los Estados Unidos.
- Sgt. Craig Pittman derrotó a Cobra (1:22)
  - Pittman forzó a Cobra a rendirse con un "Code Red".
- Diamond Dallas Page derrotó a The Renegade ganando el Campeonato Mundial de la Televisión de la WCW (8:07)
  - Page cubrió a Renegade después de un "Diamond Cutter".
- Harlem Heat (Booker T y Stevie Ray) derrotaron a Bunkhouse Buck y Dick Slater ganando el Campeonato Mundial en Parejas de la WCW (16:49)
  - Stevie cubrió a Slater después de un "Big Boot".
- Arn Anderson derrotó a Ric Flair (22:37)
  - Anderson cubrió a Flair después de un "DDT".
- The Hulkamaniacs (Hulk Hogan, Randy Savage, Lex Luger y Sting) (con Jimmy Hart) derrotaron a Dungeon of Doom (Kamala, Zodiac, Shark y Meng (con The Taskmaster) en un WarGames match (18:47)
  - Hogan forzó a Zodiac a rendirse con un "Chinlock".

### 1996
Fall Brawl 1996: War Games tuvo lugar el 15 de septiembre de 1996 desde el Lawrence Joel Veterans Memorial Coliseum en Winston-Salem, Carolina del Norte.
- Diamond Dallas Page derrotó a Chavo Guerrero, Jr. (13:07)
  - Page cubrió a Guerrero después de un "Diamond Cutter".
- Ice Train (with Teddy Long) derrotó a Scott Norton en un Submission match (7:08)
  - Train forzó a Norton a rendirse con un "Full Nelson".
- Konnan (with Jimmy Hart) derrotó a Juventud Guerrera reteniendo el Campeonato Peso Pesado de la AAA (13:45)
  - Konnan cubrió a Guerrera después de un "Splash Mountain Sitout-Powerbomb".
- Chris Benoit derrotó a Chris Jericho (14:36)
  - Benoit cubrió a Jericho con un "Back Superplex".
- Rey Misterio, Jr. derrotó a Super Caló reteniendo el Campeonato Peso Crucero de la WCW (15:47)
  - Misterio cubrió a Calo después de un "Hurricanrana".
- Harlem Heat (Booker T y Stevie Ray) (con Sister Sherri) derrotaron a The Nasty Boys (Brian Knobbs y Jerry Sags) reteniendo el Campeonato Mundial en Parejas de la WCW (15:31)
  - Booker cubrió a Knobbs después de que Sherri golpease a Knobbs con un bastón.
- The Giant derrotó a Randy Savage (7:47)
  - Giant cubrió a Savage después de que Hall y Kevin Nash atacasen a Savage.
- Team nWo (Hollywood Hogan, Scott Hall, Kevin Nash y nWo Sting) (con Ted DiBiase) derrotaron a Team WCW (Lex Luger, Ric Flair, Arn Anderson y Sting) (con Miss Elizabeth y Woman) en un WarGames match (18:15)
  - nWo Sting y Hogan forzaron a Luger a rendirse con un "Scorpion Deathlock" y un "Reverse Chinlock".

### 1997
Fall Brawl 1997: War Games tuvo lugar el 14 de septiembre de 1997 desde el Lawrence Joel Veterans Memorial Coliseum en Winston-Salem, Carolina del Norte.
- Eddy Guerrero derrotó a Chris Jericho ganando el Campeonato Peso Crucero de la WCW (17:19)
  - Guerrero cubrió a Jericho después de un "Frog Splash".
- The Steiner Brothers (Rick y Scott) (con Ted DiBiase) derrotaron a Harlem Heat (Booker T y Stevie Ray) (11:44)
  - Rick cubrió a Booker después de una combinación "German Suplex/Lariat".
- Alex Wright derrotó a Último Dragón reteniendo el Campeonato Mundial de la Televisión de la WCW (18:43)
  - Wright cubrió a Dragon con un "German Suplex".
- Jeff Jarrett (con Debra) derrotó a Dean Malenko (14:53)
  - Jarrett forzó a Malenko a rendirse con un "Figure-Four Leglock".
- Wrath y Mortis (con James Vandernberg) derrotaron a The Faces of Fear (Meng y The Barbarian) (12:22)
  - Wrath cubrió a Meng después de un "Death Penalty".
- The Giant derrotó a Scott Norton (5:27)
  - Giant cubrió a Norton después de un "Chokeslam".
- Lex Luger y Diamond Dallas Page derrotaron a Scott Hall y Randy Savage (con Miss Elizabeth) en un No Disqualification match (10:19)
  - Luger cubrió a Hall con un "Roll-up".
- The nWo (Buff Bagwell, Kevin Nash, Syxx y Konnan) derrotó a The Four Horsemen (Chris Benoit, Steve McMichael, Ric Flair y Curt Hennig) en un WarGames match (19:37)
  - McMichael se rindió para evitar que el nWo siga atacando a Flair..
  - Durante la lucha, Hennig traicionó a the Horsemen y convirtió la lucha en un 5 contra 3.

### 1998
Fall Brawl 1998: War Games tuvo lugar el 13 de septiembre de 1998 desde el Lawrence Joel Veterans Memorial Coliseum en Winston-Salem, Carolina del Norte.
- The British Bulldog y Jim Neidhart derrotaron a The Dancing Fools (Alex Wright y Disco Inferno) (11:03)
  - Bulldog cubrió a Inferno después de un "Running Powerslam".
- Chris Jericho derrotó a Fake Goldberg reteniendo el Campeón Mundial de la Televisión de la WCW (1:15)
  - Jericho forzó a Fake Goldberg a rendirse con un "Liontamer".
- Ernest Miller derrotó a Norman Smiley (5:04)
  - Miller cubrió a Smiley después de un "Spinning Wheel Kick".
- Rick Steiner y Scott Steiner (con Buff Bagwell) terminaron sin resultado (5:30)
  - El combate terminó después de que Bagwell fingiese una lesión en el cuello.
- Juventud Guerrera derrotó a Silver King reteniendo el Campeonato Peso Crucero de la WCW (8:36)
  - Guerrera cubrió a King después de un "450 Splash".
- Perry Saturn derrotó a Raven en un Raven's Rules match (14:04)
  - Saturn cubrió a Raven después de un "Death Valley Driver".
  - Si Saturn perdía debería der el sirviente de Raven.
- Dean Malenko derrotó a Curt Hennig (con Rick Rude) por descalificación (7:38)
  - Hennig fue descalificado después de que Rude atacase a Malenko.
- Konnan derrotó a Scott Hall (with Vincent) (12:03)
  - Konnan forzó a Hall a rendirse con un "Tequila Sunrise".
- Team WCW (Diamond Dallas Page, Roddy Piper y The Warrior) derrotó a nWo Hollywood (Hollywood Hogan, Bret Hart y Stevie Ray) y a nWo Wolfpac (Kevin Nash, Sting y Lex Luger) en un WarGames match (20:06)
  - Page cubrió a Ray después de un "Diamond Cutter".
  - Page ganó una oportunidad por el Campeonato Mundial Peso Pesado de la WCW.

### 1999
Fall Brawl 1999 tuvo lugar el 12 de septiembre de 1999 desde el Lawrence Joel Veterans Memorial Coliseum en Winston-Salem, Carolina del Norte.
- Rey Misterio, Jr., Eddy Guerrero y Billy Kidman derrotaron a Vampiro y a The Insane Clown Posse (Violent J y Shaggy 2 Dope) (14:14)
  - Kidman cubrió a Vampiro después de un "Seven Year Itch".
- Lenny Lane (con Lodi) derrotó a Kaz Hayashi reteniendo el Campeonato Peso Crucero de la WCW (12:09)
  - Lane cubrió a Hayashi después de un "Blow Pop Drop".
- The First Family (Hugh Morrus y Brian Knobbs) (con Jimmy Hart) derrotaron a The Revolution (Dean Malenko y Shane Douglas) en un No Disqualification match (9:26)
  - Morrus cubrió a Malenko después de un "No Laughing Matter".
- Rick Steiner derrotó a Perry Saturn reteniendo el Campeonato Mundial de la Televisión de la WCW (9:23)
  - Steiner cubrió a Saturn después de un "Steiner Bulldog".
- Berlyn (con The Wall) derrotó a Jim Duggan (7:58)
  - Berlyn pinned Duggan después de un "Hangman's Neckbreaker".
- Harlem Heat (Booker T y Stevie Ray) derrotaron a The West Texas Rednecks (Barry Windham y Kendall Windham) (con Curt Hennig) ganando el Campeonato Mundial en Parejas de la WCW (13:05)
  - Booker cubrió a Kendall después de un "Missile Dropkick".
- Sid Vicious derrotó a Chris Benoit ganando el Campeonato de los Estados Unidos de la WCW (11:48)
  - Vicious cubrió a Benoit después de un "Powerbomb".
- Goldberg derrotó a Diamond Dallas Page (9:04)
  - Goldberg cubrió a Page después de un "Jackhammer".
- Sting derrotó a Hulk Hogan ganando el Campeonato Mundial Peso Pesado de la WCW (13:55)
  - Sting rindió a Hogan dejándolo inconsciente con el "Scorpion Deathlock".

### 2000
Fall Brawl 2000 tuvo lugar el 17 de septiembre de 2000 desde el HSBC Arena en Búfalo, Nueva York .
- Elix Skipper (con Major Gunns) derrotó a Kwee Wee (con Paisley) reteniendo el Campeonato Peso Crucero de la WCW (11:03)
  - Skipper cubrió a Kwee Wee después de un «Overdrive».
- The Misfits In Action (Cpl. Cajun, Lt. Loco y Sgt. AWOL) derrotaron a 3 Count (Shannon Moore, Evan Karagias, y Shane Helms) (10:25)
  - Cajun cubrió a Helms después de un "Whiplash 2000".
- The Harris Brothers (Ron y Don) derrotó a KroniK (Brian Adams y Bryan Clark) en un First Blood Chain match (6:37)
  - The Harris Brothers ganaron cuando Adams comenzó a sangrar.
- Lance Storm (con Major Gunns) derrotó a General Rection (con Jim Duggan como árbitro especial) reteniendo el Campeonato de los Estados Unidos de la WCW (6:46)
  - Storm forzó a Rection a rendirse con un "Maple Leaf".
- The Filthy Animals (Disco Inferno, Rey Mysterio, Jr., Juventud Guerrera, Konnan y Tygress), Big Vito, Paul Orndorff y Natural Born Thrillers (Mark Jindrak, Sean O'Haire, Mike Sanders, Chuck Palumbo, Shawn Stasiak, Reno y Johnny the Bull) terminaron sin resultado en un Elimination match (16:34)
  - O'Haire cubrió a Konnan después de un "Chartbuster" de Inferno (6:00)
  - Reno cubrió a Inferno después de un "Snake Eyes" (6:53)
  - Reno cubrió a Vito después de un "Snake Eyes" (8:43)
  - Misterio cubrió a Reno después de un "Diving leg drop low blow" (10:45)
  - O'Haire cubrió a Guerrera después de un "Seanton Bomb" (12:08)
  - Orndorff cubrió a Johnny después de un "Spike Piledriver" (13:28)
  - La lucha fue detenida después de que Orndorff sufriera una lesión espinal. (16:34)
  - La lucha sería resumida la noche siguiente en WCW Monday Nitro, donde Mysterio ganó.
- Shane Douglas y Torrie Wilson derrotaron a Billy Kidman y Madusa en un Scaffold match (5:01)
  - Douglas ganó la lucha después de lanzar a Kidman desde el andamio hacia una plataforma y bajar en una escalera.
- Sting derrotó a The Great Muta y Vampiro (con Insane Clown Posse (Violent J y Shaggy 2 Dope)) en un Triangle match (5:12)
  - Sting cubrió a Muta después de un "Scorpion Deathdrop".
- Mike Awesome derrotó a Jeff Jarrett en un Bunkhouse Brawl (9:04)
  - Awesome cubrió a Jarrett después de que Sting interfiriese y le aplicase a Jarret un "Scorpion Deathdrop".
- Scott Steiner derrotó a Goldberg en un No Disqualification match (13:50)
  - Steiner ganó por TKO después de poner a un inconsciente Goldberg en un "Steiner Recliner".
- Booker T derrotó a Kevin Nash en un Steel Cage match ganando el Campeonato Mundial Peso Pesado de la WCW (9:02)
  - Booker cubrió a Nash después de un "Book End".